# Blood & Truth
Blood & Truth è uno sparatutto in prima persona sviluppato da SCE London Studio e pubblicato da Sony Interactive Entertainment. È stato pubblicato il 28 maggio 2019 per il PlayStation VR, il visore per la realtà virtuale della PlayStation 4. 

## Modalità di gioco
Il gioco è uno sparatutto in prima persona. Il giocatore assume il controllo di Ryan Marks, un ex soldato delle forze speciali che deve salvare la sua famiglia da un boss della criminalità londinese. I giocatori possono utilizzare diverse armi per sparare ai nemici. Per muoversi nel gioco, i giocatori devono solo guardare il punto desiderato e premere un pulsante. Il personaggio giocabile si sposterà automaticamente sul posto. I giocatori possono anche interagire con diversi oggetti .

## Sviluppo
Il gioco è basato sull'esperienza "London Heist" presente in PlayStation VR Worlds e London Studio inizialmente aveva immaginato che il gioco fosse un nuovo capitolo della serie The Getaway. London Studio ha descritto il gioco come una "lettera d'amore per i classici film di cockney gangster" e si è ispirato a molti altri successi di Hollywood. Il gioco è stato ufficialmente annunciato dall'editore Sony Interactive Entertainment alla Paris Games Week 2017. Il gioco è stato pubblicato per il visore di realtà virtuale PlayStation VR il 28 maggio 2019.

## Accoglienza
Il gioco ha ricevuto recensioni generalmente positive da parte della critica secondo Metacritic. Il gioco è arrivato primo nelle classifiche delle vendite in Regno Unito durante sua prima settimana dal lancio, è stata la prima volta in assoluto per un gioco in realtà virtuale.